# Máscara de la tristeza
La Máscara del Duelo (en ruso: Маска Скорби, Maska Skorbi) es un monumento conmemorativo erigido en la ciudad de Magadán, en el óblast homónimo, Rusia.
Fue erigido en 1996 en conmemoración a los muchos presos que tuvieron que trabajar y finalmente perecieron en los campos de prisioneros del Gulag en la Unión Soviética. Magadán fue en la década de 1930, 1940 y 1950 la puerta hacia el Dalstrói, uno de los principales campos de trabajo de la región de Kolymá. 

## Descripción
El monumento se compone de una gran estatua de una cara, con lágrimas que nacen en el ojo izquierdo en forma de pequeñas máscaras que simulan cada uno de los rostros de los prisioneros. El ojo derecho tiene la forma de una ventana con rejas. La parte de atrás retrata a una joven llorando y un hombre sin cabeza crucificado. En el interior hay una réplica de una celda de prisión típica de la era de Stalin. Debajo de la Máscara del Duelo hay marcadores de piedra con los nombres de muchos de los campos de trabajos forzados de Kolymá, así como otros que designan las diversas religiones y sistemas políticos defendidos por quienes sufrieron allí.
El monumento fue inaugurado el 12 de junio de 1996, por parte del gobierno ruso y la colaboración de otras siete ciudades, entre ellas Magadán. El diseño fue creado por el escultor Ernst Neizvestny, cuyos padres fueron también víctimas del Gulag en la década de 1930.
En septiembre de 2008, el presidente de Rusia Dmitri Medvédev depositó flores en el monumento durante su viaje por todo el país.

## Galería

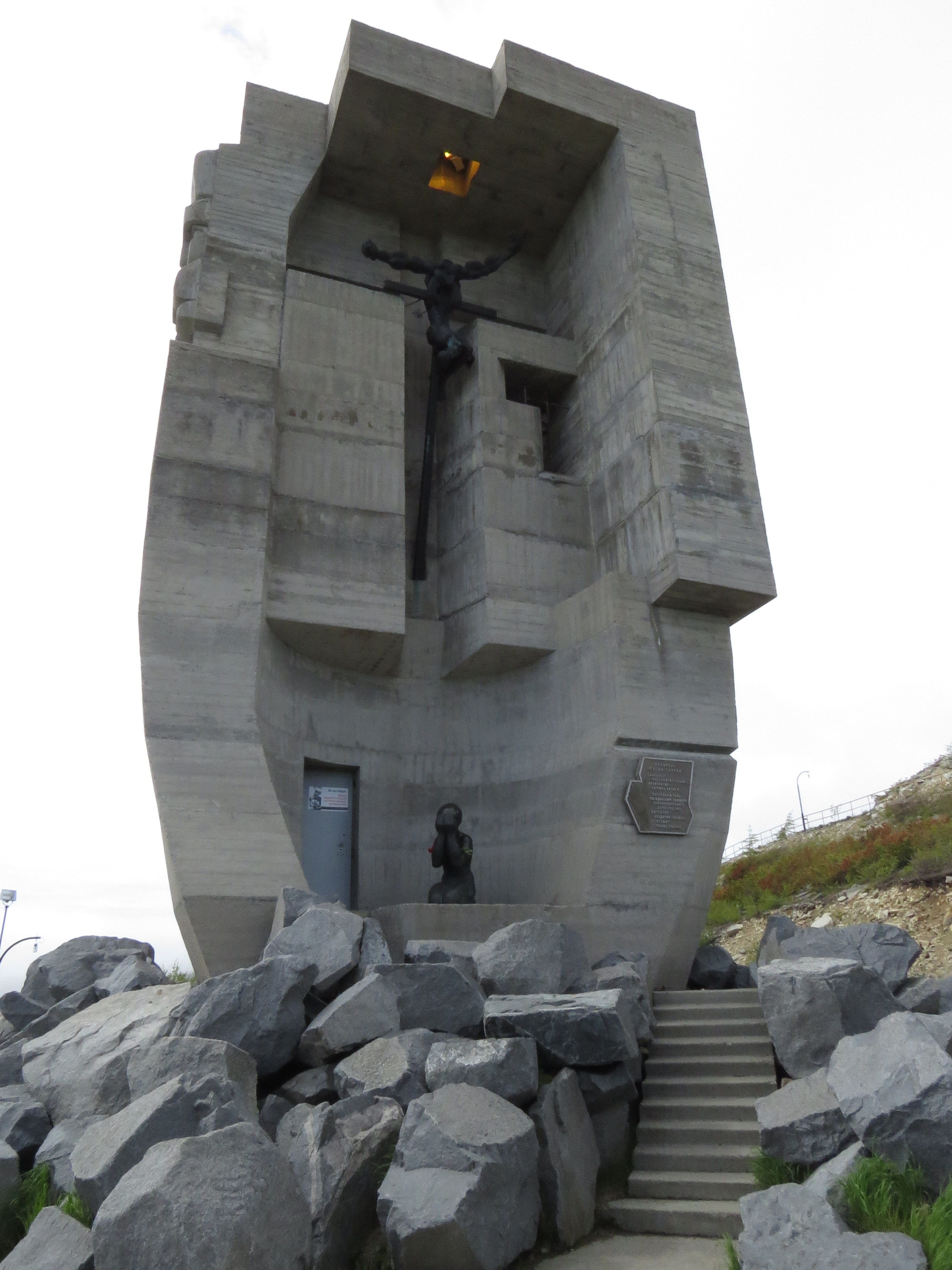
Parte posterior del monumento.
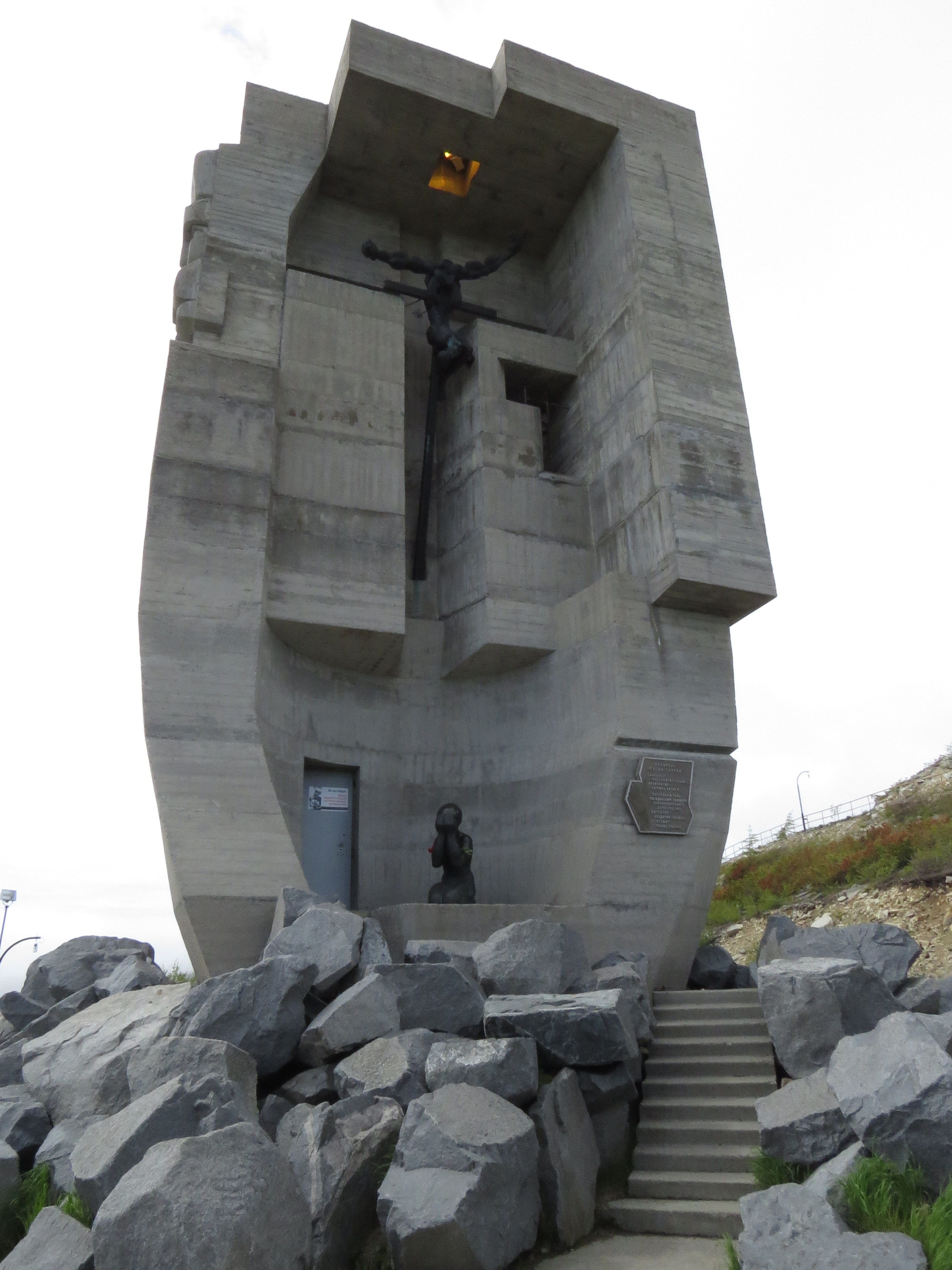
Reverso del monumento, que muestra a una joven llorando y un crucifijo dañado.
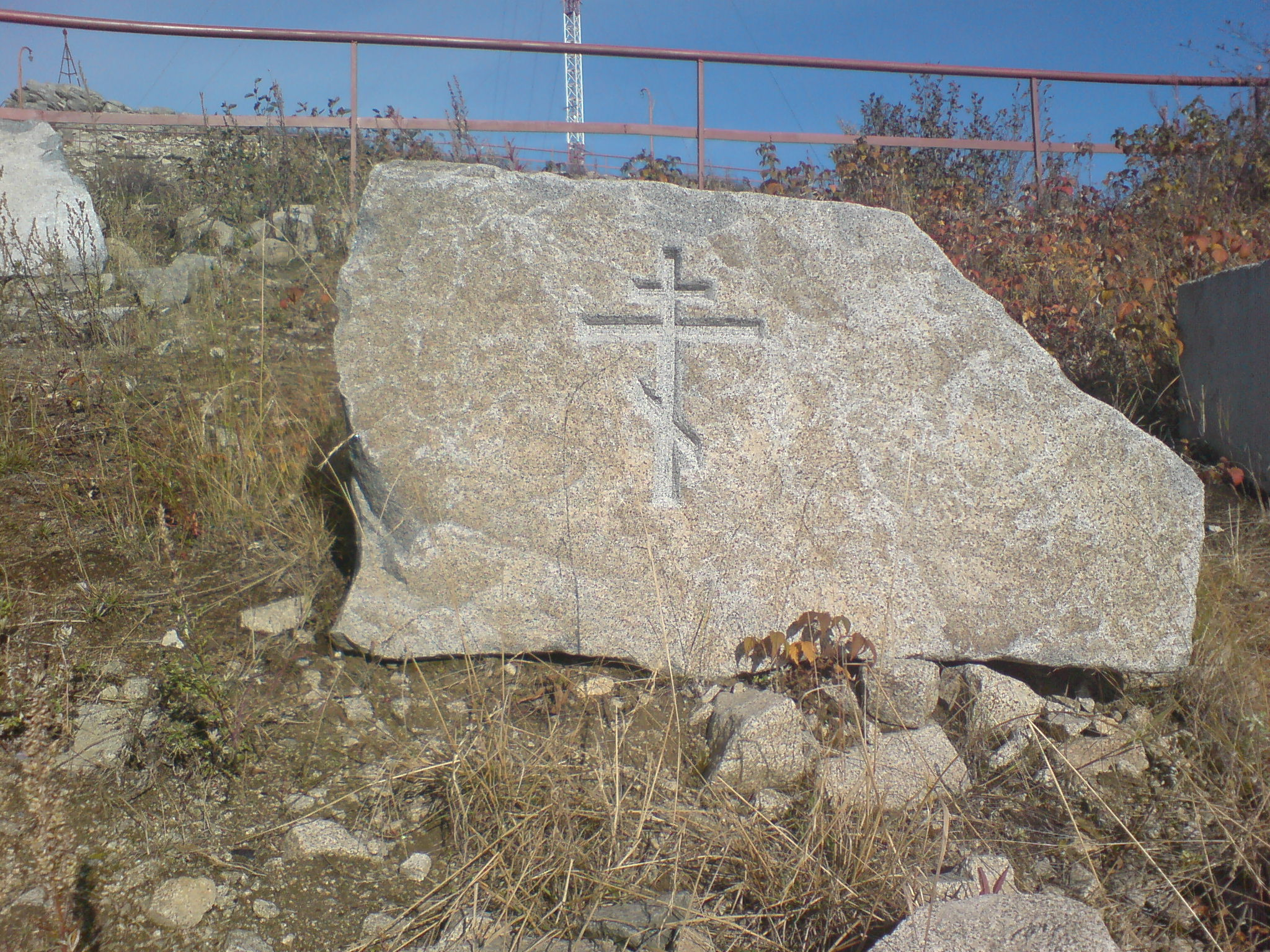
Uno de los muchos símbolos religiosos tallados en piedra en el camino hacia la Máscara del Duelo.